# 大瓮藍子魚
大瓮藍子魚為輻鰭魚綱鱸形目刺尾魚亞目藍子魚科的其中一種，於1829-38年由法國昆蟲學家Félix Édouard Guérin-Méneville在G. Cuvier IV 雷涅動物肖像畫中首次正式描述，模式產地為印度尼西亞的布魯島和聖克魯斯群島的瓦尼科羅島。分布於西太平洋區，包括澳洲、印尼、菲律賓、帛琉、吉里巴斯、萬那杜、東加、密克羅尼西亞、索羅門群島、新喀里多尼亞、斐濟、巴布亞紐幾內亞、马里亚纳群岛等海域，棲息深度1-5公尺，本魚身體上部藍色，下部銀白色;從後頸經過眼睛到下巴一條海豹褐色條紋，另外從第四到第五背棘的基底到在胸鰭正下方亦有一褐色條紋，硬棘矮胖、尖銳並有毒，胸的中線完全覆蓋著鱗片，背鰭硬棘13枚，背鰭軟條10枚，臀鰭硬棘7枚，臀鰭軟條9枚，脊椎骨13個，體長可達25公分，棲息在珊瑚礁區及潟湖，稚魚會成群活動，較大的成魚不會成群結隊，通常成對出現，以藻類為食，可做為食用魚。

## 擴展閱讀
維基物種上的相關：大瓮藍子魚